# Keret (See)

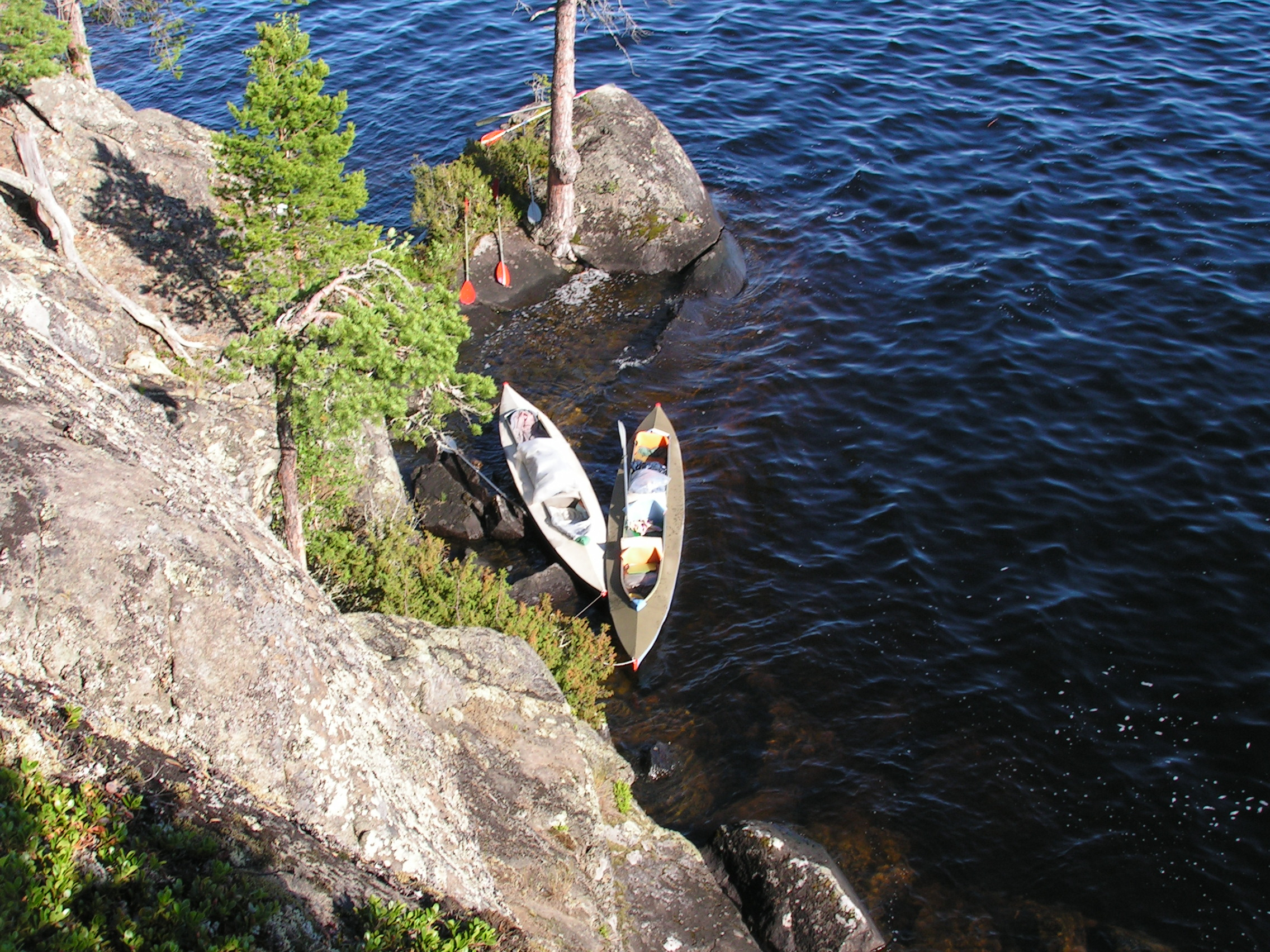
Am Seeufer des Keret

Der Keret (russisch Кереть, Керет, Керетьозеро, Куккуреозеро, karel. Kierettijärvi) ist ein See in der Republik Karelien in Russland.
Der Keret wird über den gleichnamigen Fluss Keret zum Weißen Meer hin entwässert. Die Uferlinie ist sehr stark zerschnitten. Die Wasserfläche des Keret beträgt 223 km². Einschließlich der etwa 130 Inseln – die größte ist Witschany – beträgt die Gesamtfläche 275 km². Der See liegt auf 91 m Höhe. Seine maximale Tiefe liegt zwischen 4 und 5 m. Der südliche Teil des Sees heißt Pirtosero. Im Norden liegt der Teilsee Plotitschnoje.
Zwischen Anfang November und Ende Mai ist der See gefroren. Die Wassertemperaturen erreichen im Sommer Werte von 20 bis 21 °C.
Der See liegt in einer hügeligen Landschaft, in welcher vielerorts Granit zutage tritt. Entlang seinem Ostufer verläuft die Fernstraße R21 Kola (zugleich E 105) zwischen Sankt Petersburg und Murmansk.
Der Keret ist fischreich. Es gibt unter anderem folgende Fischarten: Flussbarsch, Hecht, Kleine Maräne und Rutilus.